# Мацьки (Мядельський район)
Мацьки (біл. вёска Мацкі) — село в складі Мядельського району Мінської області, Білорусь. Село підпорядковане Сватківській сільській раді, розташоване в північній частині області.